# Граничные условия Дирихле
Граничные условия Дирихле (граничные условия первого рода) — тип граничных условий, названный в честь немецкого математика П. Г. Дирихле. Условие Дирихле, применённое к обыкновенным дифференциальным уравнениям или к дифференциальным уравнениям в частных производных, определяет поведение системы на границе области. Задача о нахождении таких условий называется задачей Дирихле.

## Определение

### Определение для обыкновенных дифференциальных уравнений
Для обыкновенных дифференциальных уравнений {\displaystyle y''+y=0} условия Дирихле на границе интервала равны {\displaystyle y(a)=\alpha } и {\displaystyle y(b)=\beta }, где {\displaystyle \alpha } и {\displaystyle \beta } — некоторые константы.

### Определения для дифференциальных уравнений в частных производных
Для дифференциальных уравнений в частных производных {\displaystyle \nabla ^{2}y+y=0}, где {\displaystyle \nabla ^{2}} — оператор Лапласа, граничные условия в некоторой области {\displaystyle \Omega \subset \mathbb {R} ^{n}} равны {\displaystyle y(x)=f(x)\quad \forall x\in \partial \Omega ,} где {\displaystyle f(x)} — известная функция, определённая на границе области {\displaystyle \Omega .}